# Catedral de Nuestra Señora de la Gracia (Nicosia)
La Catedral de Nuestra Señora de la Gracia es la principal iglesia católica maronita de la ciudad de Nicosia, en Chipre, y es la catedral de la maronita de la archieparquía de Chipre.
La primera catedral fue dedicada a San Juan, pero durante la ocupación otomana se convirtió en una mezquita. La comunidad maronita libanesa erigió la iglesia de la Santa Cruz, después confiada a los franciscanos, y la actual iglesia de Nuestra Señora de Gracia está cerca de la iglesia de los franciscanos. Sólo en 1960 se construyó la sede de la vicaría y los edificios circundantes.
El 6 de junio de 2010 El Papa Benedicto XVI, se convirtió en el primer papa que realizó un viaje apostólico a la isla, visitando la catedral de Nicosia.